# پوند-فوت (گشتاور)
پوند-فوت (نشان اختصاری lb·ft یا lbf·ft) از جمله یکاهای گشتاور (شبه‌بردار) است. یک پوند-فوت برابر گشتاور تولید شده توسط یک پوند-نیرو در مسافتی عمود به اندازهٔ یک پا از یک نقطه اتکا است. این میزان درست برابر با ۱٫۳۵۵۸۱۷۹۴۸۳۳۱۴۰۰۴ نیوتون-متر است.
این یکای گشتاور نخستین بار توسط دانشمند انگلیسی، آرتور میسون ورتینگتون پیشنهاد شد.